# Bert Doorn
Lambert (Bert) Doorn (Enschede, 26 mei 1949) is een Nederlands ex-politicus. Namens het Christen-Democratisch Appèl (CDA) maakte hij van 1999 tot 2009 deel uit van het Europees Parlement.

## Loopbaan
Doorn studeerde rechten aan de Rijksuniversiteit Groningen en aan de universiteiten van Nancy en Freiburg. Hij promoveerde op een proefschrift over mededingingsrecht. Doorn was werkzaam bij de werkgeversorganisatie VNO-NCW, onder meer als bedrijfsjurist.
Bij de Europese Parlementsverkiezingen 1999 werd Doorn namens het CDA gekozen in het Europees Parlement. Hij toont zich als Europarlementariër vooral een pleitbezorger van betere Europese wetgeving. Hij deed voorstellen voor beperking van bureaucratische drempels als bedrijven Europees opereren en pleitte voor toetsing van ontwerp-richtlijnen op hun administratieve lasten. Van 2003 tot 2004 was Doorn korte tijd delegatieleider van het CDA, nadat zijn voorganger Hanja Maij-Weggen het Europarlement verliet om Commissaris der Koningin in Noord-Brabant te worden.

## Persoonlijk
Bert Doorn is gehuwd en heeft drie kinderen. Hij is woonachtig in Wassenaar.